# توفسيرت (مكنونة آيت موسي)
توفسيرت هو دُوَّار يقع بجماعة أرڭانة، إقليم تارودانت، جهة سوس ماسة في المملكة المغربية. ينتمي الدوّار لمشيخة مكنونة آيت موسي التي تضم 22 دوار. يقدر عدد سكانه بـ 111 نسمة حسب الإحصاء الرسمي للسكان والسكنى لسنة 2004.

## روابط خارجية
- البوابة الوطنية للجماعات الترابية نسخة محفوظة 12 مارس 2018 على موقع واي باك مشين.
- المندوبية السامية للتخطيط